# Парейс
Парейс (африк. Parys) — город в ЮАР, административный центр местного муниципалитета Нгватхе.

## История
В 1870-х годах города в Оранжевом Свободном Государстве находились далеко друг от друга, и людям приходилось долго ехать, чтобы принять участие в церковных службах. Поэтому в 1876 года началось строительство церкви в районе севернее реки Реностер, от которой и пошёл город. Название городу дал германский путешественник Шильбах, который в 1870 году принимал участие в осаде Парижа, и которому долина Вааля напомнила долину Сены (буры слово «Париж» произносили как «Парейс»).
Когда в 1886 году началась Витватерсрандская золотая лихорадка, сказалось удачное расположение Парейса на дороге от Йоханнесбурга на юг, и город стал расти и развиваться. В годы Второй англо-бурской войны холмистая и лесистая местность сделали Парейс одним из центров партизанского движения.
В 1905 году через город прошла железная дорога, что также послужило его росту, а в 1914—1915 году был построен мост через Вааль, что привлекло на рынок Парейса фермеров с трансваальской стороны реки.